# María Belén Carvajal
María Belén Carvajal Peña (San Felipe, Chile, 13 de septiembre de 1983) es una árbitra internacional de fútbol chilena con categoría FIFA desde 2010.

## Trayectoria
Tras estudiar Educación Física en la Universidad Católica de Valparaíso y tener una breve carrera como futbolista, egresó como árbitra del Instituto Nacional del Fútbol en 2010.
Ha arbitrado a nivel internacional en el Campeonato Sudamericano Femenino Sub-17 de 2010, en las ediciones 2010, 2012 y 2014 del Campeonato Sudamericano Femenino Sub-20, la Copa Libertadores Femenina 2010, 2012 y 2013 y en la Copa América Femenina 2014.
En junio de 2019, estuvo presente en la Copa Mundial Femenina de Francia, donde se convirtió en la primera arbitra chilena en dirigir en una Copa Mundial Femenina de Fútbol.
Anteriormente, el 9 de diciembre de 2018, María Belén hizo historia en el fútbol chileno, ya que debutó en un partido profesional, siendo la primera mujer en dirigir un partido de fútbol masculino profesional en el país, en el duelo entre Independiente de Cauquenes y Colchagua, por la novena fecha de la Liguilla de Ascenso de la Segunda División Profesional 2018.
Después siguió haciendo historia, esta vez estando presente como jueza central del partido que disputó Deportes Melipilla y Deportes Copiapó, por la fecha 16 de la Primera B 2020, y se convirtió en la primera árbitra en un partido oficial de la segunda categoría del fútbol nacional.
En 2023, fue seleccionada para asistir a la Copa Mundial Femenina de Fútbol de 2023.

## Distinciones individuales
| Distinción                      | Año  |
| ------------------------------- | ---- |
| Mejor Árbitro Femenino de Chile | 2010 |